# Amicta mauretanica
Amicta mauretanica is een vlinder uit de familie zakjesdragers (Psychidae). De wetenschappelijke naam van deze soort is voor het eerst geldig gepubliceerd in 1913 door Rothschild.